# Abū l-Hasan al-Aschʿarī
Abū l-Hasan ʿAlī ibn Ismāʿīl al-Aschʿarī (arabisch أبو الحسن علي بن إسماعيل الأشعري, DMG Abū l-Ḥasan ʿAlī ibn Ismāʿīl al-Ašʿarī, geb. 873/874 in Basra; gest. zwischen 932 und 941 in Bagdad) war ein islamischer Theologe. Er ist der Namensgeber der aschʿaritischen Kalām-Schule und gilt als einer der Begründer des sunnitischen Kalām. Ursprünglich gehörte er der Muʿtazila an, brach dann jedoch mit dieser Lehre, wandte sich der Lehre Ibn Kullābs zu und verfasste Schriften gegen die Muʿtazila. Später wurde die kullābitische Schule, der al-Aschʿarī nur zugehörte, nach ihm umbenannt. Sunnitische Gelehrte betrachten al-Aschʿarī als denjenigen, der das Zeitalter der Dominanz der Muʿtazila im Kalām beendete. Hinsichtlich der Definition des Glaubens orientierte sich al-Aschʿarī an murdschiitischen Positionen.
Al-Aschʿarī stammte in der neunten Generation von Abū Mūsā al-Aschʿarī ab. Seine theologischen Gegner bezweifelten allerdings seine Abstammung von diesem bekannten Prophetengefährten und enthielten ihm deswegen die Nisba „al-Aschʿarī“ vor. Wenn sie von ihm sprachen, nannten sie ihn nach der Kunya seines Großvaters Ibn Abī Bischr.

## Leben

### Familie und Lehrer
Über al-Aschʿarīs Leben ist nur wenig bekannt. Al-Chatīb al-Baghdādī vermerkt, dass er einen Mann aus Basra hatte sagen hören, dass al-Aschʿarī im Jahre 260 der Hidschra (= 873/874 n. Chr.) geboren worden sei. Nach Ibn ʿAsākir hatte sein Vater, ein sunnitischer Hadith-Gelehrter, vor seinem Tod den schafiitischen Hadith- und Fiqh-Gelehrten Zakarīyā ibn Yahyā as-Sādschī (gest. 920) als Vormund für ihn eingesetzt. Nach einem Bericht, der auf den Diener al-Aschʿarīs in Basra zurückgeht, soll al-Aschʿarī von den Erträgen eines Landguts gelebt haben, das sein Großvater Bilāl ibn Abī Burda al-Aschʿarī für seine Nachkommen gestiftet hatte. Seine jährlichen Ausgaben sollen 17 Dirham betragen haben.
Zu seinen Lehrern im Hadith gehörten Abū Chalīfa al-Fadl ibn al-Habbāb al-Dschumahī, Sahl ibn Nūh al-Basrī, Muhammad ibn Yaʿqūb al-Muqrī, ʿAbd ar-Rahmān ibn Chalaf ad-Dabbī und sein Ziehvater as-Sādschī. In Basra wurde al-Aschʿarī auch Schüler von Abū ʿAlī al-Dschubbā'ī (gest. 915), dem führenden muʿtazilitischen Kalām-Gelehrten der Zeit. Nachdem er mehrere Jahrzehnte sein Schüler gewesen war, soll er ihn auch bei öffentlichen Disputationen vertreten haben. Die Beziehung zu Abū ʿAlī al-Dschubbā'ī ist auch durch Aussagen von al-Aschʿarī selbst bezeugt, denn an mehreren Stellen in Maqālāt al-islāmīyīn wa-ḫtilāf al-muṣallīn verwendet er Phrasen wie „Das ist die Lehre von al-Dschubbā'ī. Das hat er mir selbst gesagt“ oder „im Verlauf einer Diskussion zwischen mir und ihm“. Spätere Quellen wie Abū l-Fidā' (geb. 1331) geben an, dass al-Aschʿarīs Mutter nach dem Tod seines Vaters al-Dschubbā'ī geheiratet habe.

### Seine Bekehrung zur Sunna
Das wichtigste Ereignis in al-Aschʿarīs Leben war sein Bruch mit der muʿtazilitischen Schule. Ibn ʿAsākir erklärt unter Berufung auf Ibn Fūrak, dass dieser irgendwann nach dem Jahr 300 (= 912/913 n.Chr) erfolgte.
Über seine Konversion gibt es eine Anzahl verschiedener Berichte. Der früheste davon stammt von Ibn an-Nadīm (gest. 995/8). Er berichtet, al-Aschʿarī sei an einem Freitag in der Freitagsmoschee von Basra auf einen Schemel gestiegen und habe laut ausgerufen:

„Diejenigen, die mich kennen, wissen, wer ich bin. Und denjenigen, die mich nicht kennen, stelle ich mich vor: Ich bin der So-und-So, Sohn des So-und-So, und pflegte die Erschaffenheit des Korans zu lehren. Auch lehrte ich, dass Gott nicht mit den Augen gesehen werden kann und ich der Urheber meiner bösen Taten bin. Jetzt kehre ich bußfertig um, sage mich von diesen Ansichten los, bin entschlossen zur Widerlegung der Muʿtazila und zur Aufdeckung ihrer niederträchtigen Lehren und Fehler.“

Ibn ʿAsākir führt über den Grund, der al-Aschʿarī dazu brachte, mit der Muʿtazila zu brechen, fünf verschiedene Berichte an. Nach dem ersten von ihnen stellte al-Aschʿarī seinen beiden Lehrern verschiedene Fragen, auf die er keine befriedigende Antwort fand, was ihn ratlos machte. Eines Nachts, als ihn ein dogmatisches Problem beschäftigte, sei er aufgestanden, habe zwei Zyklen gebetet und dann Gott gebeten, ihn auf den rechten Weg zu führen. Im Schlafe habe er dann den Gottesgesandten gesehen, der ihm gesagt habe: „Halte Dich an meine Sunna (ʿalaika bi-sunnatī)!“ Danach habe er die Kalām-Probleme mit dem verglichen, was er im Koran und in den Berichten über den Propheten fand, und nur das behalten, was mit ihm übereinstimmte, während er alles anderes wegwarf. Nach dem zweiten Bericht erfolgte al-Aschʿarīs Konversion, nachdem er 40 Jahre lang der muʿtazilitischen Lehre gefolgt war und sich dann für 15 Tage in sein Haus zurückgezogen hatte. Der dritte Bericht ähnelt demjenigen von Ibn an-Nadīm. Nach dem vierten Bericht, der sehr stark narrativ ausgearbeitet ist, erfolgte sein Bruch mit der Muʿtazila nach einer Folge von drei Träumen im Monat Ramadan, in denen er jeweils Gespräche mit dem Gottesgesandten führte. In dem fünften Bericht werden ebenfalls die drei Traumvisionen des Propheten erwähnt, allerdings ist die Schilderung des ersten Traums stärker ausgestaltet, und es wird erzählt, dass der Prophet al-Aschʿarī in diesem Traum speziell aufforderte, sich zur Schau Gottes im Jenseits zu bekennen, was den Auftakt dazu bildete, dass er auch die anderen muʿtazilitischen Glaubenslehren in Zweifel zog und sich nach dem dritten Traum zur sunnitischen Lehre bekannte.
William Montgomery Watt meinte, dass diese Berichte „in völliger Übereinstimmung mit den Ansichten der modernen Psychologie“, und es keinen Grund gebe, „warum sie, abgesehen von geringfügigen Abweichungen, nicht authentisch sein sollten“. Michel Allard hingegen äußerte, dass „allein schon aufgrund ihrer Unterschiede“ es schwierig sei, „diesen Berichten uneingeschränktes Vertrauen zu schenken“.
Einige Quellen erwähnen einen weiteren Faktor bei al-Aschʿarīs Bekehrung, nämlich eine Reihe öffentlicher Debatten mit seinem Lehrer al-Dschubbā'ī, die al-Aschʿarī gewann. Die bekannteste dieser Debatten war diejenige, die sich mit den Konzepten der göttlichen Gerechtigkeit (ʿadl) und der göttlichen Verpflichtung, stets für das größtmögliche Wohl (al-aṣlaḥ) der Menschheit zu sorgen, befassten. Im Laufe dieser Debatte bemühte er sich zu zeigen, dass das muʿtazilitische Konzept, dass Gott verpflichtet ist, seinen Kreaturen das größtmögliche Wohl zu liefern, ungültig ist. Watt vermutete, dass die Rivalität mit Abū ʿAlī al-Dschubbā'īs intelligentem Sohn Abū Hāschim, der seinem Vater in der Leitung der basrischen Muʿtazila folgte, ein Faktor gewesen könnte, der dazu beitrug, dass al-Aschʿarī die Muʿtazila verließ.

### Leben nach der Bekehrung
Nach seiner Konversion verfasste al-Aschʿarī verschiedene Bücher gegen die Muʿtazila. In einem davon, das sich mit den göttlichen Attributen befasste und sein größtes war, widerlegte er ein Buch, dass er selbst früher aus muʿtazilitischer Sicht zu demselben Thema verfasst hatte. In den Quellen finden sich auch viele Geschichten über seine Debatten mit der Muʿtazila. Von Ibn Fūrak (gest. 1015) wird die Aussage zitiert, dass al-Aschʿarī nach seiner Konversion im Jahr 300 (= 912/13 n. Chr.) bekannt geworden sei und sich seine Bücher verbreitet hätten.
Zu einer unbekannten Zeit zog al-Aschʿarī nach Bagdad, wo er bis zu seinem Lebensende lebte. Nach Duncan Black MacDonald verstärkte sein Umzug nach Bagdad, in ein von hanbalitischen Einflüssen dominiertes Umfeld, seinen noch zögerlichen Anti-Muʿtazilismus. Nach Al-Chatīb al-Baghdādī besuchte al-Aschʿarī in Bagdad an den Freitagen den Unterricht des schafiitischen Rechtsgelehrten Abū Ishāq al-Marwazī (gest. 951) in der al-Mansūr-Moschee. Al-Aschʿarī benennt in seinen Schriften mehrfach eine Gruppe von Gelehrten als „unsere Gefährten“ (aṣḥābunā). Damit war wahrscheinlich die Anhängerschaft Ibn Kullābs gemeint, unter der ihn auch Ibn Nadīm in seinem Fihrist aufführt. Spätere Autoren wie Ibn Taimīya waren sich sicher, dass al-Aschʿarī nach seiner Abwendung von der muʿtazilitischen Lehrrichtung „den Weg von Ibn Kullāb beschritten hat“ (salaka ṭarīqat Ibn Kullāb). Ibn al-Dschauzī schreibt, al-Aschʿarī habe nach Formulierung seiner eigenen Lehrposition in ständiger Furcht gelebt, weil diese gegen die sunnitische Position verstieß. Um der Tötung zu entgehen, habe er schließlich in dem Haus von Abū l-Hasan at-Tamīmī Schutz gesucht.
Die Angaben zu al-Aschʿarīs Todesdatum variieren. Ibn Fūrak und Ibn Hazm geben an, dass er 324 (= 935/936 n. Chr.) gestorben sei. Al-Chatīb al-Baghdādī hörte dagegen den Mann aus Basra sagen, dass er erst nach 330 gestorben sei (= nach 941 n. Chr.), und ein Mann namens Abū l-Qāsim ʿAbd al-Wāḥid ibn ʿAlī erzählte ihm, dass al-Aschʿarī zwischen 320 und 330 (= zw. 932 und 941 n. Chr.) in Bagdad gestorben und in Maschraʿat ar-rawāya auf dem Friedhof einer Moschee in der Nähe eines Bades begraben sei. Maschraʿat ar-rawāya („Kai der Krüge“) war ein Stadtteil im Südwesten Bagdads.

## Werke
Ibn ʿAsākir führt in seinem Buch Tabyīn kaḏib al-muftarī fī-mā nusiba ilā ʾl-imām Abī ʾl-Ḥasan al-Ašʿarī („Erläuterung der Lügen des Verleumders darüber, was man dem Imam Abū l-Hasan al-Aschʿarī zur Last gelegt hat“) eine Liste von 105 Werken al-Aschʿarīs auf. Von diesen haben sich nur die sechs nachfolgenden Werke erhalten:

### Maqālāt al-islāmīyīn
Maqālāt al-islāmīyīn wa-ḫtilāf al-muṣallīn („Die dogmatischen Lehren der Anhänger des Islam und der Dissens der Betenden“) ist ein doxographisches Werk, in dem die Lehrmeinungen der verschiedenen muslimischen Denker dargestellt werden. Das Werk wurde von Hellmut Ritter ediert. Rudolf Strothmann widmete dem Werk einen längeren Aufsatz.
Al-Aschʿarī hat in diesem Werk frühere Werke mit der gleichen thematischen Ausrichtung eingearbeitet, so zum Beispiel das Kitāb al-Maqālāt des Muʿtaziliten Zurqān (gest. 891/2). Nach M. Allard gliedert sich das Werk in drei Teile: die eigentlichen Maqālāt (S. 1–300 der Ritterschen Ausgabe), ein Kitāb fī daqīq al-kalām („Buch über das Subtile des Kalām“; S. 301–482) und ein Kitāb fī l-asmāʾ wa-ṣ-ṣifāt („Buch über Namen und Attribte“; S. 483 – 611). Für den ersten Teil lässt sich aus einem Passus das Jahr 291/904 als Terminus post quem für die Abfassung ermitteln. Allard meint, dass sich im Aufbau des Werks al-Aschʿarīs Konversion spiegelt: Während der erste Teil die muʿtazilitische Lehre sachlich und positiv darstelle, enthalte der zweite Teil heftige Attacken gegen diese Lehre.

### Kitāb al-Lumaʿ
Das Kitāb al-Lumaʿ („Buch der Schlaglichter“) umfasst eine kurze Vorrede und zehn Kapitel. Richard J. McCarthy hat das Buch ins Englische übersetzt. In Kapitel 1, das sich mit der Existenz Gottes und seinen Attributen befasst, wendet sich al-Aschʿarī gegen anthropomorphistische Gottesauffassungen und verteidigt die Notwendigkeit der philosophischen Betrachtung (naẓar) zur Erkenntnis der Wahrheit. Bei letzterem beruft er sich auf das Vorbild Abrahams, der, wie der Koran in Sure 6:76f erzählt, nur auf diese Weise die Einheit Gottes erkannt habe. Kapitel 2 befasst sich mit dem Koran und dem göttlichen Willen (irāda), Kapitel 3 widmet sich dem Beweis, dass der göttliche Wille alle in der Zeit erschaffenen Dinge (muḥdaṯāt) umfasst. In Kapitel 4 behandelt al-Ašʿarī die Schau Gottes, in Kapitel 5 das Konzept des Qadar und in Kapitel 6 das Handlungsvermögen (istiṭāʿa) des Menschen. Hierbei legt er die Lehre vom „Erwerb“ (iktisāb) der Handlungen durch den Menschen zugrunde. In Kapitel 7 behandelt al-Aschʿarī das Für-Gerecht-Halten und Für-Ungerecht-Halten Gottes, in Kapitel 8 die Position des Sünders, in Kapitel 9 bekräftigt er die Lehre, dass kein muslimischer Gläubiger für alle Ewigkeit in der Hölle verweilen werde, und in Kapitel 10 behandelt er das Imamat.
Das Kitāb al-Lumaʿ war offensichtlich die beliebteste theologische Schrift von al-Aschʿarī; al-Bāqillānī (gest. 1013) und Ibn Fūrak (gest. 1015) verfassten dazu Kommentare und der Muʿtazilit ʿAbd al-Dschabbār ibn Ahmad (gest. 1024) widerlegte es in einer Schrift mit dem Titel Naqd al-Lumaʿ. Direkte Zitate aus dem Buch in Werken von al-Ašʿarīs Anhängern deuten darauf hin, dass es ursprünglich zwei Rezensionen gab, von denen die derzeit verfügbare die kürzere ist.

### al-Ibāna ʿan uṣūl ad-diyāna
Bei al-Ibāna ʿan uṣūl ad-diyāna („Die Darlegung über die Grundlagen der Religion“) handelt es sich um eine polemische und apologetische Darlegung grundlegender Dogmen, die gegen die Muʿtazila und die Anhänger von Dschahm ibn Safwān (gest. 745) gerichtet war. Das Buch wurde von Walter C. Klein unter dem Titel The Elucidation of Islam's foundation ins Englische übersetzt. Von seiner Ausrichtung ist das Buch erheblich traditionalistischer als das Kitāb al-Lumaʿ. Im dritten Kapitel enthält es ein Bekenntnis zur Lehre Ahmad ibn Hanbals, der als „vorzüglicher Imam und vollkommener Anführer“ gepriesen wird. McCarthy äußerte deswegen Zweifel an der Authentizität des Werkes.
Nach einem Bericht, den der hanbalitische Qādī Ibn Abī Yaʿlā (gest. 1131) in seinem Werk Ṭabaqāt al-Ḥanābila überliefert, verfasste al-Aschʿarī das Werk nach seiner Ankunft in Bagdad, um damit dem hanbalitischen Gelehrten al-Barbahārī seine eigene Rechtgläubigkeit unter Beweis zu stellen, ohne dass er jedoch dieses Ziel erreichte. Während Ibn ʿAsākir (gest. 1176) diese Erzählung als eine Erfindung zurückwies, hielt Richard Frank sie für eine plausible Erklärung für die stark traditionalistische Ausrichtung des Werkes.
Nach der Darlegung seines Glaubensbekenntnis bekräftigt al-Aschʿarī in den nachfolgenden Kapiteln die Schau Gottes mit den Augen im Jenseits (S. 13–20) und die Unerschaffenheit des Korans (S. 20–23). Danach behandelt er das Verhältnis Gottes zu Seinem Thron (S. 32–37), befasst sich mit den im Koran genannten Körperteilen Gottes (S. 37–41) und bekräftigt gegenüber den Dschahmiten die Attribute Gottes wie Wissen und Macht (S. 41–52). In weiteren Kapitel befasst er sich mit dem Verhältnis der Prädestination zu den menschlichen Handlungen (S. 52–65), den Überlieferungen zum Qadar (S. 65–69), der Fürsprache des Propheten (S. 69), dem Becken im Paradies und der Bestrafung im Grab (S. 70) und dem Imamat von Abū Bakr (S. 71–74).

### Weitere erhaltene Werke
- Risāla ilā ahl aṯ-ṯaġr bi-Bāb al-Abwāb („Brief an die Bewohner der Grenzfestung in Bāb al-Abwāb“) ist ein kurzes Kompendium seiner Lehren, das er nach Richard M. Frank kurz nach seiner Bekehrung verfasst hat.[51] Das Werk wurde erstmals 1928 herausgegeben.[52]
- al-Īmān („Der Glaube“) ist ein kurzes Werk über die Natur des Glaubens. Wilhelm Spitta hat es ediert und ins Deutsche übersetzt.[53]
- al-Ḥaṯṯ ʿalā al-baḥṯ („Die Ermunterung zur Erörterung“) ist eine polemische Verteidigung der Anwendung von spekulativen Argumentation und formaler Terminologie in theologischen Diskussionen, die sich gegen die radikalen Traditionalisten richtet. Das Werk wurde wahrscheinlich später als die Ibāna verfasst. Es wurde mehrmals unter dem Titel Risālat Istiḥsān al-ḫauḍ fī ʿilm al-kalām („Sendschreiben über die Befürwortung der Beschäftigung mit der Kalām-Wissenschaft“) veröffentlicht. Der korrekte Titel, der in Ibn ʿAsākirs und Ibn Farhūns Listen von al-Aschʿarīs Werken angegeben ist, erscheint aber in einer in den 1980er Jahren entdeckten Handschrift des Werks.[44] Richard J. McCarthy hat das Buch ins Englische übersetzt.[54] George Makdisi, der sich an dem hanbalitischen Bild al-Aschʿarīs orientiert, zog die Authentizität dieses Werks in Zweifel.[55]

### Nicht-erhaltene Werke
Zwar sind die meisten Werke al-Ašʿarīs verloren, doch enthält die Werkliste Ibn ʿAsākirs von mehreren Werken kurze Inhaltsangaben. Die meisten Titel dieser Liste hat Ibn ʿAsākir von al-Ašʿarīs indirektem Schüler Ibn Fūrak (gest. ca. 1015) übernommen. 60 dieser Titel gehen wiederum auf eine Liste zurück, die al-Aschʿarī selbst angefertigt und in sein Buch al-ʿUmad fī ruʾya aufgenommen hatte. Sie reicht bis zum Jahre 320h (= 932 n. Chr.). Die anderen Titel, die die Jahre 320 bis 324 abdecken, hatte Ibn Fūrak selbst ergänzt. Schließlich hatte Ibn ʿAsākir ebenfalls noch einzelne Titel hinzugefügt. Zu den nicht-erhaltenen Werken al-Ašʿarīs gehören:
- ein Buch mit Antworten auf Fragen von Abū Hāschim al-Dschubbā'ī, diktiert für Ibn Abī Sālih at-Tabarī.[57]
- al-Fuṣūl, ein umfassendes Buch in 12 Bänden zur Widerlegung der Atheisten und aller nicht-islamischen Gruppen wie Philosophen, Naturalisten, Dahriten, Dualisten, Brahmanen, Juden, Christen und Mazdakiten mit ihren jeweiligen Argumenten.[58]
- ein Buch über die Erschaffung der Handlungen (ḫalq al-aʿmāl), in dem er die Argumente der Muʿtazila und der Qadarīya widerlegte.[59]
- ein Buch über die Möglichkeit der Schau Gottes durch Blicke, in dem er die Argumente der Muʿtazila, die die gegenteilige Ansicht vertraten, widerlegte.[60]
- ein umfangreiches Buch zur Widerlegung der Awāʾil al-adilla von Abū l-Qāsim al-Balchī über die grundlegenden Prinzipien der Muʿtazila mit einem Anhang zur Widerlegung von al-Balchis Aussagen in seinem Werk ʿUyūn al-masāʾil über die Attribute Gottes.[61]
- eine Widerlegung von Ibn ar-Rāwandī bezüglich der Attribute Gottes und des Korans.[62]
- die Widerlegung eines Buchs von Abū l-Qāsim al-Balchī, in dem dieser die Irrtümer Ibn ar-Rāwandīs hinsichtlich der Kunst des Dschadal berichtigt hatte.[63]
- al-Muḫtazan, theologischer Korankommentar in 100 oder 500 Bänden, der Widerlegungen ketzerischer Auslegungen zu den einzelnen Versen enthielt. Der Kommentar reichte aber wahrscheinlich nur bis Sure 18.[64]
- ein Buch über den Idschtihād bei den rechtlichen Urteilen.
- ein Buch darüber, ob man mit dem Qiyās eine allgemeine Regel des Koran partikularisieren kann.[65]
- eine Widerlegung der Meteorologica von Aristoteles.[66]

## Positionen

### Seine beiden Glaubensbekenntnisse
In al-Aschʿarīs Werk Maqālāt al-islāmīyīn findet man ein längeres Glaubensbekenntnis, das er als „Gesamtheit der Lehre der Traditionalisten und Sunniten“ (ǧumlat qaul aṣḥāb al-ḥadīṯ wa-ahl as-sunna) präsentiert. Dieses Glaubensbekenntnis enthält unter anderem die folgenden Punkte:
- das Bekenntnis zu Gott, seinen Engeln, seinen (heiligen) Schriften, seinen Propheten, dem was von Allah (als Offenbarung) gekommen ist und dem, was zuverlässige (Gewährsmänner) vom Propheten überliefert haben …
- das Bekenntnis, dass Gott ein einziger, ewiger Gott ist … dass Muhammad sein Diener und Prophet ist, dass das Paradies Wahrheit ist und die Hölle Wahrheit ist …
- das Bekenntnis, dass Gott auf seinem Thron sitzt und zwei Hände, zwei Augen und ein Gesicht hat, wie er es im Koran gesagt hat, ohne nach dem Wie zu fragen.[68]
- das Bekenntnis, dass es auf der Erde nichts Gutes und nichts Schlechtes gibt außer was Gott will, und dass die Dinge nach dem Willen Gottes geschehen …
- das Bekenntnis, dass es keinen Schöpfer außer Gott gibt, dass Gott die schlechten Taten der Menschen schafft, dass Gott die Handlungen der Menschen schafft und dass die Menschen nicht vermögen, irgendetwas zu schaffen …
- die Lehre, dass der Koran die unerschaffene Rede Gottes ist …
- die Lehre, dass Gott am jüngsten Tage mit den Augen gesehen wird …
- das Bekenntnis zur Fürsprache (šafāʿa) des Gottesgesandten sowie dazu, dass sie sich auf diejenigen aus seiner Umma erstreckt, die schwere Sünden (kabāʾir) begangen haben […]
- das Bekenntnis, dass der Glaube aus Wort und Tat besteht und zunehmen und abnehmen kann […][69]
- die Rangfolge Abū Bakr, ʿUmar, ʿUthmān, ʿAlī und das Bekenntnis, dass sie die rechtgeleiteten Kalifen und die vorzüglichsten aller Menschen nach dem Propheten sind […]
- die Lehre, dass man am Fest, am Freitag und in Gemeinschaft hinter jedem Imam beten dürfe, sei er fromm oder sündhaft […],
- die Anerkennung der Verpflichtung zum Dschihad gegen die Ungläubigen, seit Gott seinen Propheten sandte bis zur letzten Schar, die gegen den Daddschāl kämpft, und (noch) weiter …

Al-Aschʿarī beendet dieses Glaubensbekenntnis mit der Aussage: „Und alles, was wir von ihren Lehren erwähnt haben, lehren und vertreten auch wir“ (wa-bi-kulli mā ḏakarnā min qaulihim naqūlu wa-ilaihī naḏhabu). Michel Allard vermutet, dass er diese Aussage erst nach seiner Konversion dem Text hinzugefügt hat. An einer späteren Stelle in diesem Werk bekennt er sich außerdem zur Lehre vom Kasb. Er erklärt dort: „Die Wahrheit ist meiner Meinung nach, dass Aneignung (iktisāb) bedeutet, dass die Dinge durch eine hervorgebrachte Handlungsfähigkeit geschehen, so dass sie eine Aneignung (kasb) für denjenigen sind, durch dessen Handlungsfähigkeit sie geschehen“.
Ein weiteres Glaubensbekenntnis findet sich in seiner Schrift al-Ibāna ʿan uṣūl ad-diyāna. Es beginnt mit einem Lob von Ahmad ibn Hanbal und weist große Ähnlichkeiten mit dem Glaubensbekenntnis in Maqālāt al-islāmīyīn auf.

### Seine Konzeption des Glaubens (īmān)
Al-Aschʿarī definiert in seinen Werken das Wort Īmān, das allgemein mit „Glauben“ übersetzt wird, auf zwei unterschiedliche Weisen:
1. In der Ibāna, in Maqālāt al-islāmīyīn und in der Risāla ilā ahl aṯ-ṯaġr übernimmt er die hanbalitische Formel, dass der Glauben aus Wort und Werk besteht und zunehmen und abnehmen kann (al-īmān qaul wa-ʿamal yazīdu wa-yanquṣu). In der Risāla ilā ahl aṯ-ṯaġr ergänzt er noch, dass der Glaube durch Gehorsam (ṭāʿa) zunimmt und durch Widersetzlichkeit (maʿṣiya) abnimmt.
2. Im Kitāb al-Lumaʿ dagegen definiert er Glauben entsprechend murdschiitischer Vorstellung als reines „Für-Wahr-halten Gottes“ (at-taṣdīq bi-Llāh).[74] In Maqālāt al-islāmīyīn erklärt er, dass dies die Position von Bischr al-Marīsī und Ibn ar-Rāwandī war.[75]

Allerdings sind nach Daniel Gimaret diese beiden unterschiedlichen Definitionen nicht auf derselben Ebene anzusiedeln, weil die erste nur eine Konzession al-Aschʿarīs an die Hanbaliten war. Die zweite Definition entspricht dagegen der authentischen und charakteristischen Position al-Aschʿarīs, die auch sein indirekter Schüler Ibn Fūrak (gest. 1015) sowie ʿAbd al-Qāhir al-Baghdādī und asch-Schahrastānī von ihm überliefern. Nach Ibn Fūrak definierte al-Aschʿarī Īmān als „Für-Wahr-halten des Herzens“ (taṣdīq al-qalb).
Im Kitāb al-Lumaʿ begründet al-Aschʿarī die Richtigkeit dieser Definition von Īmān mit dem Konsens der Lexikographen der Sprache, in der der Koran verfasst ist. Auch der Koran, so argumentiert er, verwendet das Wort in diesem Sinne, denn in Sure 12:17 heißt es, dass Josephs Brüder zu ihrem Vater sprachen: wa-mā anta bi-muʾmin lanā wa-lau kunnā ṣādiqīn („Du glaubst uns nicht, auch wenn wir die Wahrheit sprechen“). Das Wort muʾmin, das das Partizip Aktiv zu īmān bildet, habe hier dieselbe Bedeutung wie muṣaddiq („für wahr haltend“), das Partizip Aktiv zu taṣdīq.
Nach Ibn Fūrak hat al-Aschʿarī diese mudschiitische Orientierung seines Glaubenskonzepts auch explizit anerkannt, insofern er in einem seiner Werke den Murdschiiten Abū l-Husain as-Sālihī mit seiner Definition des Glaubens zitiert und anschließend klargestellt hat, dass er diese für die richtige hält. Die an der betreffenden Stelle zitierte Definition as-Sālihīs lautet: „Der Glaube ist eine einzige Eigenschaft , nämlich das Wissen um Gott und darum, dass er nur einer ist und ihm nichts gleichkommt, dass außer ihm niemand Verehrung verdient und niemand mehr Anspruch auf Gehorsam hat als er.“ Nach Ibn Fūrak wiederholte al-Aschʿarī in mehreren Werken die Aussage, dass der Glaube eine einzige Eigenschaft(ḫaṣla wāḥida) ist. Damit stellte er sich gegen die von anderen Murdschiiten vertretene Auffassung, dass der Glaube aus mehreren Eigenschaften besteht.
Werke wie das rituelle Gebet, das Almosengeben und die rituelle Reinheit hielt al-Aschʿarī nach Ibn Fūraks Zeugnis nur für Bestimmungen (šarāʾiʿ) und Zeichen (ʿalāmāt) des Glaubens, nicht aber für den Glauben selbst. Koranische Aussagen, wie diejenige, wonach die Gläubigen diejenigen sind, die das Gebet verrichten und Spenden geben (Sure 8:2–4, 9:71), sind nach ihm so zu verstehen, dass Gott mit ihnen keine Definition des Gläubigen liefern wollte, sondern zeigen wollte, wie sich die Gläubigen idealerweise verhalten sollten. Den Glauben an Mohammed hielt al-Aschʿarī jedoch für notwendig, um als Gläubiger gelten zu können, aufgrund eines wenig bezeugten Hadith, wonach derjenige, der nicht an Mohammed glaubt, auch nicht an Gott glaubt.

### Die Frage des Imamats
Im Kitāb al-Lumaʿ und al-Ibāna bekräftigte al-Aschʿarī den Anspruch Abū Bakrs auf das Imamat nach dem Tode des Propheten und wies die Lehren derjenigen zurück, die den Anspruch auf dieses Amt ʿAlī ibn Abī Tālib bzw. al-ʿAbbās ibn ʿAbd al-Muttalib zusprachen. Ein wichtiges Argument war für ihn hierbei, dass ʿAlī und al-ʿAbbās selbst Abū Bakr den Treueid geleistet hatten. Diejenigen, die das Imamat nach dem Tode des Propheten ʿAlī zusprachen, nennt er Rāfida, diejenigen, die es al-ʿAbbās zusprachen, Rāwandīya.

## Wirkung und Rezeption

### Schüler
Zu den direkten Schülern al-Aschʿarīs gehörten Abū ʿAbdallah Ibn Mudschāhid al-Basrī, Abū l-Ḥasan al-Bāhilī, Abū Sahl as-Suʿlūkī an-Nīsābūrī, Zāhir ibn Ahmad as-Sarachsī, Bundār ibn al-Husain asch-Schīrāzī as-Sūfī, Abū Zaid al-Marwazī, Abū l-Ḥasan ʿAbd al-ʿAzīz at-Tabarī, Abū l-Hasan ʿAlī at-Tabarī, Abū l-Hasan ar-Rummānī, Abū ʿAbdallāh Hamūya as-Sīrāfī, Abū Nasr al-Kauwāz asch-Schiīrāzī, Abū Dschaʿfar al-Aschʿarī an-Naqqāsch, Abū l-Ḥasan al-Kirmānī und Abū Muhammad al-ʿIrāqī. Einige dieser Personen gaben wiederum die Lehren al-Aschʿarīs an ihre eigenen Schüler weiter, von denen einige zu prominenten Vertretern des aschʿaritischen Denkens wurden. Ibn Mudschāhid zum Beispiel war der Lehrer von al-Bāqillānī, und Abū l-Hasan al-Bāhilī der Lehrer von Ibn Fūrak und Abū Ishāq al-Isfarāyinī.
Später wurde auch die ganze kullābitische Schule, der al-Aschʿarī nur zugehörte, nach ihm umbenannt. Für diesen Prozess gibt es mit dem Geographen Schams ad-Dīn al-Maqdisī auch einen Zeitzeugen. Er notiert in seinem um 985 verfassten Werk Kitāb Aḥsan at-taqāsīm fī maʿrifat al-aqālīm, dass die Aschʿarīya die Kullābīya verdrängt habe.

### Lobende Stimmen
Al-Chatīb al-Baghdādī (gest. 1071) lobte al-Aschʿarī dafür, dass er Werke gegen die Häretiker, Muʿtaziliten, Rāfiditen, Dschahmiten, Charidschiten und andere Neuerer abgefasst habe. Den schafiitischen Gelehrten Abū Bakr as-Sairafī (gest. 942) zitiert er mit der Aussage: „Die Muʿtaziliten schritten stolz erhobenen Hauptes, bis Gott al-Aschʿarī hervortreten ließ und er sie in den Fruchtkapseln des Sesam einschloss (d.h. sie unschädlich machte)“ (Kānat al-Muʿtazila qad rafaʿū ruʾūsahum ḥattā aẓhar Allāh al-Ašʿarī fa-ǧaḥarahum fī aqmāʿ as-simsim).
Gelehrte wie al-Baihaqī (gest. 1066), die die besondere Vorzugsstellung al-Aschʿarīs nachzuweisen versuchten, verwiesen auf Hadithe über die Fadā'il der Familie von Abū Mūsā al-Aschʿarī und interpretierten diese als Vorhersagen des zukünftigen Wirkens von Abū l-Hasan al-Aschʿarī durch den Propheten. Andere Gelehrte insinuierten, dass al-Aschʿarī der Mudschaddid am Anfang des dritten Jahrhunderts sei.
Eine umfassende Verteidigung al-Aschʿarīs gegen Verleumdungen verfasste später der syrische Gelehrte Ibn ʿAsākir (gest. 1176) mit seiner Schrift Tabyīn kaḏib al-muftarī fī-mā nusiba ilā l-imām Abī l-Ḥasan al-Ašʿarī („Darlegung der Lüge des Verleumders bei dem, was dem Imam Abū l-Hasan al-Aschʿarī zugeschrieben wurde.“) Richard J. McCarthy liefert in seiner Studie The Theology of al-Ash'ari eine englische Zusammenfassung dieses Werks. Ibn ʿAsākir berichtet in seinem Werk auch, dass er mehrfach das Grab von al-Aschʿarī in Bagdad besucht habe.

### Seine Interpretation als Vermittler zwischen den Extremen
Die Anhänger von al-Aschʿarī sahen in ihm einen Vermittler zwischen den Extremen. Dies wird sehr deutlich in einer langen Aussage von al-Dschuwainī, die Ibn ʿAsākir in seinem Werk Tabyīn kaḏib al-muftarī zitiert. Darin versucht al-Dschuwainī zu zeigen, wie al-Aschʿarī bei zehn wichtigen dogmatischen Fragen, in denen verschiedene islamische Gruppen konträre Positionen vertreten haben, eine Kompromissposition vertreten hat. Die verschiedenen dogmatischen Fragen mit den jeweiligen Positionen sind in der folgenden Tabelle zusammengefasst:
| Dogmatische Frage                                                             | Extremposition 1 (vertreten von…) | Extremposition 2 (vertreten von…) | al-Aschʿarīs Kompromissposition |
| ----------------------------------------------------------------------------- | --- | --- | --- |
| Attribute Gottes (Wissen, Macht, Hören und Sehen, Leben, Fortbestand, Willen) | werden abgelehnt (Muʿtaziliten, Dschahmiten und Rāfiditen) | werden wie menschliche Eigenschaften verstanden (Haschwiten und den Korporealisten) | Gott hat diese Attribute, aber sie sind nicht wie menschliche Eigenschaften |
| Menschliche Handlungen                                                        | Der Mensch kann keine Handlung hervorbringen und sie sich auch nicht aneignen (Dschahm ibn Safwān) | Der Mensch kann Handlungen sowohl hervorbringen als auch sich aneignen (Muʿtaziliten) | Der Mensch kann keine Handlung hervorbringen, sich Handlungen jedoch in Form des Kasb aneignen. |
| Die Schau Gottes                                                              | Gott kann wie andere Dinge als begrenztes Objekt gesehen werden (verähnlichende Haschwiten) | Gott kann in keiner Weise gesehen werden (Muʿtaziliten, Dschahmiten und Naddschāriten) | Gott kann gesehen werden, aber nicht als begrenztes Objekt, so wie er auch uns sieht. |
| Allgegenwart Gottes                                                           | Gott ist an jedem Platz, ohne Innewohnung (ḥulūl) und Richtung (Naddschāriten) | Gott sitzt auf dem Gottesthron (ʿarš) und wohnt ihm inne, und der Gottesthron ist sein Platz (Haschwiten und Korporealisten)                                                                                       | Gott war schon da, bevor es überhaupt einen Platz gab. Er hat den Gottesthron und den zugehörigen Schemel erschaffen, ohne dass er eines Platzes bedurfte. Nach seiner Erschaffung ist Er wie vorher. |
| Interpretation der im Koran genannten Körperteile Gottes                      | „Hand“ bedeutet Kraft und Wohltat, „Gesicht“ bedeutet Existenz (Muʿtaziliten) | „Hand“ und „Gesicht“ sind als reelle Körperteile zu verstehen (Haschwiten) | „Hand“ und „Gesicht“ sind Attribute wie Hören und Sehen |
| Interpretation der im Koran erwähnten Bewegungen Gottes                       | „Herabsteigen“ (nuzūl) bedeutet Herabkunft von Koranversen oder Engeln, „Sich-Aufrichten“ (istiwāʾ) bedeutet Besitzergreifung (Muʿtaziliten)                                                                          | „Herabsteigen“ ist eine wirkliche Bewegung von Gottes Wesen von einem Platz zum anderen, und das „Sich-Aufrichten“ ist das Niedersetzen auf dem Thron und das Aufgehen in ihm (Muschabbiha und Haschwiten)         | „Herabsteigen“ und „Sich-Aufrichten“ sind Attribute Gottes, letzteres ist eine Handlung, die er am Thron vorgenommen hat und so bezeichnet wird. |
| Stellung der Rede Gottes                                                      | Sie ist erschaffen und neu hervorgebracht (Muʿtaziliten) | Die abgetrennten Buchstaben, der Schriftträger, die Farben, mit denen geschrieben wird, und alles, was sich zwischen den beiden Buchdeckeln (sc. eines Koranexemplars) befindet, ist präexistent und ursprungslos. | Der Koran ist die präexistente, unveränderte, unerschaffene und nicht in der Zeit entstandene Rede Gottes, die abgetrennten Buchstaben, die Schriftträger, die Tinte, mit der geschrieben wird, die (bei der Koranrezitation) artikulierten Laute und alles, was an geformten Dingen in der Welt ist, ist aber erschaffen und neu hervorgebracht.                                      |
| Das Wesen des Īmān                                                            | ist uneingeschränkt erschaffen (Muʿtaziliten, Dschahmiten und Naddschāriten) | ist uneingeschränkt präexistent (korporealistische Haschwiten) | Es gibt zwei Arten von Īmān: den Īmān Gottes, von dem in Sure 59:23 die Rede ist, der präexistent ist, und den Īmān („Glauben“) der Menschen, der erschaffen ist, weil er an ihnen sichtbar ist und sie belohnt werden, wenn er rein ist, und bestraft werden, wenn er mit Zweifeln durchsetzt ist.                                                                                    |
| Bestrafung der schweren Sünde                                                 | Wer einmal in seinem Glauben Gott treu ergeben war, wird nicht aufgrund von Apostasie zum Ungläubigen oder mit einer schweren Sünde (kabīra) belastet (Murdschiiten).                                                 | Derjenige, der eine schwere Sünde begangen hat, wird nie dem Höllenfeuer entkommen, auch wenn er 100 Jahre geglaubt und seine religiösen Pflichten erfüllt hat (Muʿtaziliten)                                      | Der monotheistische Gläubige, der sündigt, ist dem Willen Gottes überantwortet. Wenn Er will, vergibt Er ihm und nimmt ihn in das Paradies auf. Und wenn er will, bestraft er ihn zunächst für seine Sünde und nimmt ihn erst danach ins Paradies auf. Mit einer ewigen, ununterbrochenen Strafe bestraft aber Gott nicht eine schwere Sünde, von dem der Sünder Abstand genommen hat. |
| Die Fürsprache des Gottesgesandten                                            | Der Gottesgesandte und ʿAlī ibn Abī Tālib können ohne Auftrag oder Erlaubnis Gottes für Menschen Fürsprache einlegen. Und diese wird selbst bei Ungläubigen angenommen. (Rāfiditen)                                   | Er hat keinerlei Möglichkeit zur Fürsprache (Muʿtaziliten) | Der Gottesgesandte hat die Möglichkeit, für Gläubige, die Strafe verdient haben, Fürsprache einzulegen und damit erhört zu werden, wenn dies auf Befehl Gottes oder mit Seiner Erlaubnis geschieht, tut dies aber nur für Menschen, mit denen er zufrieden ist. |
| Status derjenigen, die an der Ersten Fitna teilgenommen haben                 | ʿUthmān ibn ʿAffān und ʿAlī ibn Abī Tālib sind zu Ungläubigen geworden. (Charidschiten) | Bei all diesen Personen ist kein Fehler denkbar. (Umayyaden) | Jeder Mudschtahid, also jeder, der sich selbst ein Urteil bildet, trifft etwas Richtiges. So haben alle genannten Personen (sc. in einer bestimmten Weise) Recht. Sie haben auch keine Differenzen bei den Glaubensgrundlagen (uṣūl), sondern nur bei den Verzweigungen (furūʿ). Der Idschtihād eines jeden hat zu etwas geführt, so dass er dafür belohnt wird.                       |
| Status derjenigen, die an der Ersten Fitna teilgenommen haben                 | Muʿāwiya ibn Abī Sufyān, Talha ibn ʿUbaidallāh, az-Zubair ibn al-ʿAuwām, ʿĀʾiša bint Abī Bakr und alle, die ihnen gefolgt sind, haben einen Fehler begangen, ihre Zeugenaussage wird nicht akzeptiert. (Muʿtaziliten) | Bei all diesen Personen ist kein Fehler denkbar. (Umayyaden) | Jeder Mudschtahid, also jeder, der sich selbst ein Urteil bildet, trifft etwas Richtiges. So haben alle genannten Personen (sc. in einer bestimmten Weise) Recht. Sie haben auch keine Differenzen bei den Glaubensgrundlagen (uṣūl), sondern nur bei den Verzweigungen (furūʿ). Der Idschtihād eines jeden hat zu etwas geführt, so dass er dafür belohnt wird.                       |
| Status derjenigen, die an der Ersten Fitna teilgenommen haben                 | Alle genannten Personen sind Ungläubige, die entweder vom Glauben abgefallen sind oder nie den Islam angenommen haben. (Rāfiditen)                                                                                    | Bei all diesen Personen ist kein Fehler denkbar. (Umayyaden) | Jeder Mudschtahid, also jeder, der sich selbst ein Urteil bildet, trifft etwas Richtiges. So haben alle genannten Personen (sc. in einer bestimmten Weise) Recht. Sie haben auch keine Differenzen bei den Glaubensgrundlagen (uṣūl), sondern nur bei den Verzweigungen (furūʿ). Der Idschtihād eines jeden hat zu etwas geführt, so dass er dafür belohnt wird.                       |

### Kritik
Ab dem 11. Jahrhundert war al-Aschʿarī Gegenstand von Schmähungen und Verleumdungen. So verfasste der in Damaskus lebende Hadith-Gelehrte Abū ʿAlī al-Hasan ibn ʿAlī al-Ahwāzī (gest. 1055), der der Sālimīya, also der Schule Sahl at-Tustarīs angehörte, eine Schmähschrift gegen ihn mit dem Titel Maṯālib Ibn Abī Bišr („Die Mängel Ibn Abī Bischrs“). Sie wurde vor allem bei den Hanbaliten gelesen.
Um die Mitte des 11. Jahrhunderts ließ der seldschukische Wesir ʿAmīd al-Mulk al-Kundurī, der selbst ein fanatischer Hanafit war, al-Aschʿarī von allen Kanzeln des Landes verfluchen. Dem widersetzten sich die Anhänger der aschʿaritischen Theologie und unterzeichneten ein von al-Quschairī aufgesetztes öffentliches Schreiben, in dem sie al-Aschʿarī gegen die Angriffe des Wesirs verteidigten, seine Rechtgläubigkeit bekräftigten und auf seine Leistungen bei der Widerlegung von Muʿtaziliten, Schiiten und anderen „Abweichlern“ hinwiesen. Auch gab es einige Theologen, die al-Aschʿarī die Zugehörigkeit zum Sunnitentum absprachen. Der Maturidit Abū l-Yusr al-Bazdawī (gest. 1099) zum Beispiel beschränkte die Bezeichnung ahl as-sunna wal-ǧamāʿa allein auf die Maturiditen und versuchte zu zeigen, dass es Lehrunterschiede zwischen al-Aschʿarī und der Allgemeinheit der Sunniten (ʿāmmat ahl as-sunna wa-l-ǧamāʿa) gibt.
Ibn ʿAsākir berichtet in seiner Schrift Tabyīn kaḏib al-muftarī, dass einige eifernde Hanbaliten darauf erpicht gewesen seien, al-Aschʿarīs Grab zu schädigen, und den Bau über seinem Grab zerstört hätten. Nach Abū l-Fidā' urteilten die meisten Hanbaliten, dass al-Aschʿarī ein Ungläubiger sei, und hielten es für erlaubt, sein Blut und das Blut der Verfechter seiner Lehre zu vergießen. Wie Ibn ʿAsākir berichtet, unterstellten einige al-Aschʿarī bei seiner Konversion zum Sunnitentum auch niedere Motive. Sie sagten ihm nach, dass einer oder eine seiner Verwandten gestorben sei und er deswegen konvertiert sei, weil er befürchtete, dass der Richter ihn sonst am Erben hindern würde. Andere sollen gesagt haben, er habe sich nur deswegen von den Lehren der Muʿtazila abgewandt, weil er nicht den von ihm gewünschten hohen Rang bei der Volksmenge erreicht hatte.